# Station Meckelfeld
Station Meckelfeld (Haltepunkt Meckelfeld) is een spoorwegstation in de Duitse plaats Meckelfeld, gemeente Seevetal, in de deelstaat Nedersaksen. Het station ligt aan de spoorlijn Lehrte - Cuxhaven.

## Indeling
Het station telt één eilandperron met twee perronsporen en is over een deel overkapt. Ten zuiden van het perron is er een brug over de sporen. Vanaf deze brug is via een trap het station te bereiken. Aan de oostkant van het station is er een bushalte en een kleine fietsenstalling. Langs het station lopen er een aantal doorgaande sporen richting het Rangeerterrein Maschen.

## Verbindingen
De volgende treinserie doet het station Meckelfeld aan:
| Serie | Treinsoort              | Route                                                           | Bijzonderheden |
| ----- | ----------------------- | --------------------------------------------------------------- | -------------- |
| RB 31 | Regionalbahn (metronom) | Hamburg Hbf – Hamburg-Harburg – Meckelfeld – Maschen – Lüneburg |                |

Hamburg-Harburg ·
Meckelfeld ·
Maschen · 
Stelle ·
Ashausen ·
Winsen (Luhe) ·
Radbruch ·
Bardowick ·
Bardowick ·
Lüneburg ·
Bienenbüttel ·
Bad Bevensen ·
Emmendorf ·
Uelzen ·
Suderburg ·
Unterlüß ·
Eschede ·
Celle ·
Ehlershausen ·
Otze ·
Burgdorf (Han) ·
Aligse ·
Lehrte ·